# Taubenturm (Saint-Uniac)

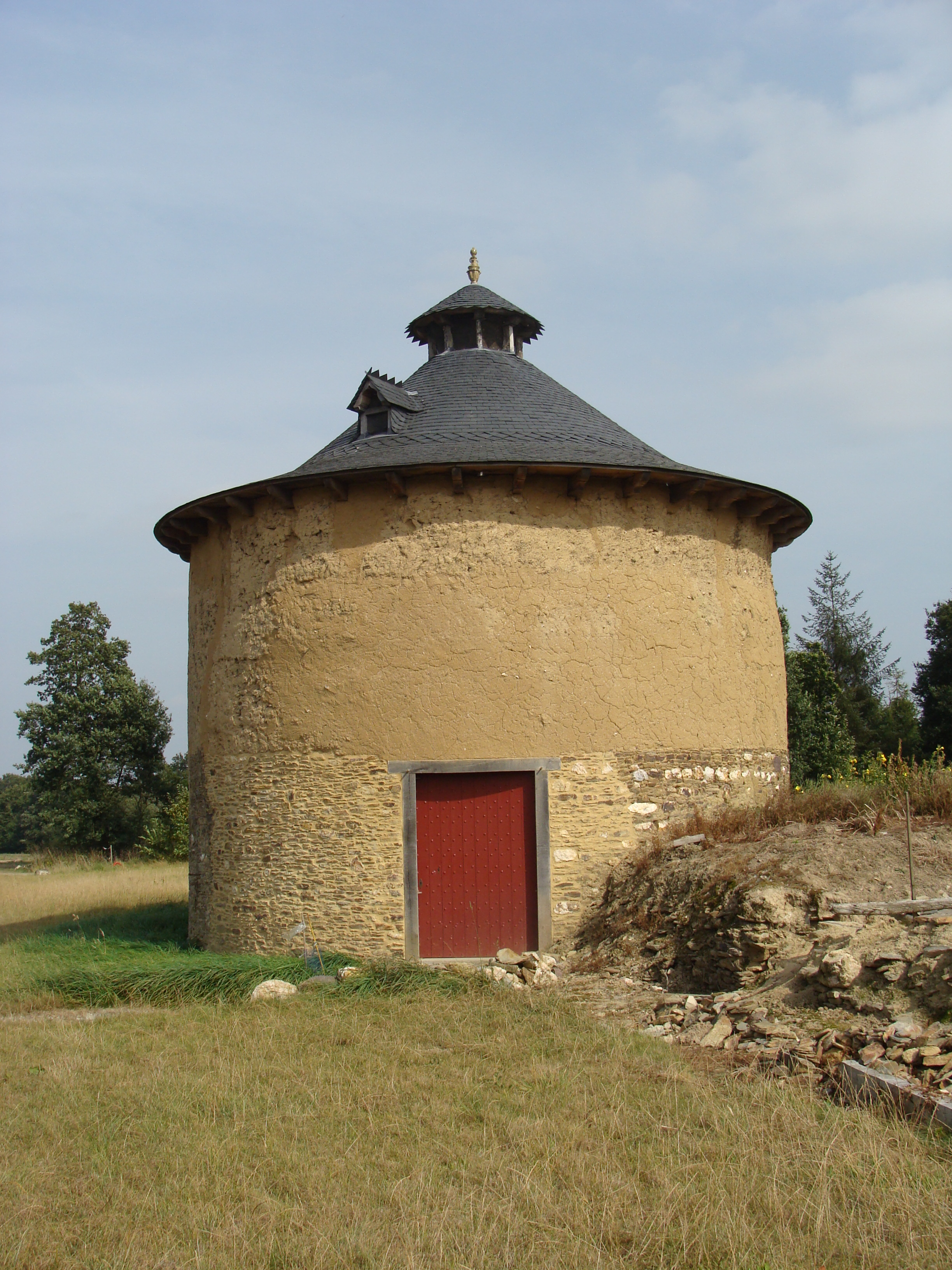
Taubenturm in Saint-Uniac

Der Taubenturm (französisch colombier oder pigeonnier) in Saint-Uniac, einer französischen Gemeinde im Département Ille-et-Vilaine in der Region Bretagne, wurde im 17. Jahrhundert errichtet. Der Taubenturm ist seit 2005 als Teil des Manoir de Quénétain (Herrenhaus) als Monument historique klassifiziert.
Der runde Turm aus Bruchsteinmauerwerk wird von einem schiefergedeckten Dach abgeschlossen. Die Laterne als Dachbekrönung diente den Tauben als Zugang zum Inneren, wo circa 300 Nester vorhanden sind. Dort gab es eine drehbare Leiter, mit deren Hilfe die Nester gereinigt werden konnten.